# Favel ensam
Favel ensam är en roman av Eyvind Johnson utgiven 1968.

## Handling
Romanen handlar om Peter Favel-Hyth som i slutet av 1960-talet kommer till staden Woodham i Buckinghamshire för att besöka ett ungt par vid namn Martin och Miriam och kanske också träffa sin gamle vän doktor Charles-Loday. Alla fyra är flyktingar från nazityskland och Favel-Hyth vill diskutera det förflutna med dem. Han vill särskilt berätta för Martin och Miriam att han egentligen är Miriams far och att hennes föräldrar utlämnades till nazisterna av Martins far, som var Charles-Lodays son. På vägen till Martin och Miriam träffar Favel-Hyth Charles-Loday och en stor del av romanen består av det långa samtalet dem emellan. Favel-Hyth vill komma till rätta med sina smärtsamma minnen och skapa klarhet i det förflutna. Efter samtalet fortsätter Favel-Hyth till Martin och Miriams hus, men ingen öppnar när han ringer på och han går utan att ha träffat dem.

## Mottagande
När romanen utkom i november 1968 ansåg flera kritiker att författarens syn på de politiska utopier som utgör bokens huvudtema var förlegad. En del yngre kritiker var direkt avvisande. Lars Gustafsson i Expressen tyckte att boken i huvudsak kunde beskrivas som ”egendomligt väsenslös, abstrakt och vag”. Entusiastisk var däremot Brita Wigforss i Göteborgs Handels- och Sjöfartstidning som talade om ”en glödande sammangjutning av tänkt och känt, fruktat och drömt, förlorat och vunnet”. Hon fann ”författarens värderingar och livssyn öppnare och intensivare redovisade än kanske någonsin tidigare” och prisade ”språket med dess musikaliska omtagningsteknik”.